# Mátra
Pour les articles homonymes, voir Matra.

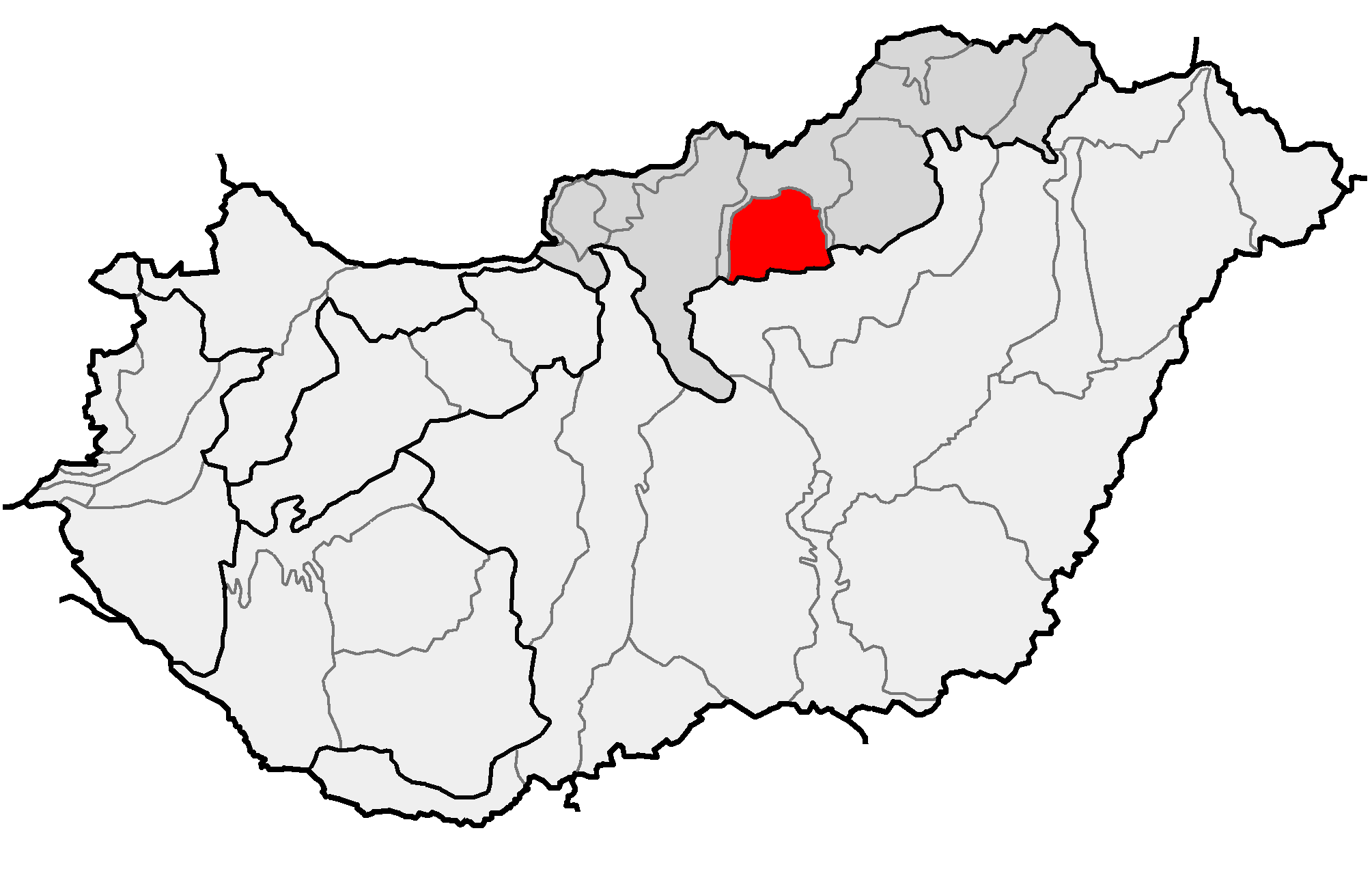
Localisation en Hongrie

Le Mátra (en prononciation hongroise : /ˈmaːtɾɒ/) est le massif montagneux le plus élevé de Hongrie. Il est situé au nord du pays dans les Carpates occidentales près de la frontière slovaque. 
Il s'agit d'un massif d'origine volcanique. Le point culminant est le mont Kékes à 1 015 mètres.

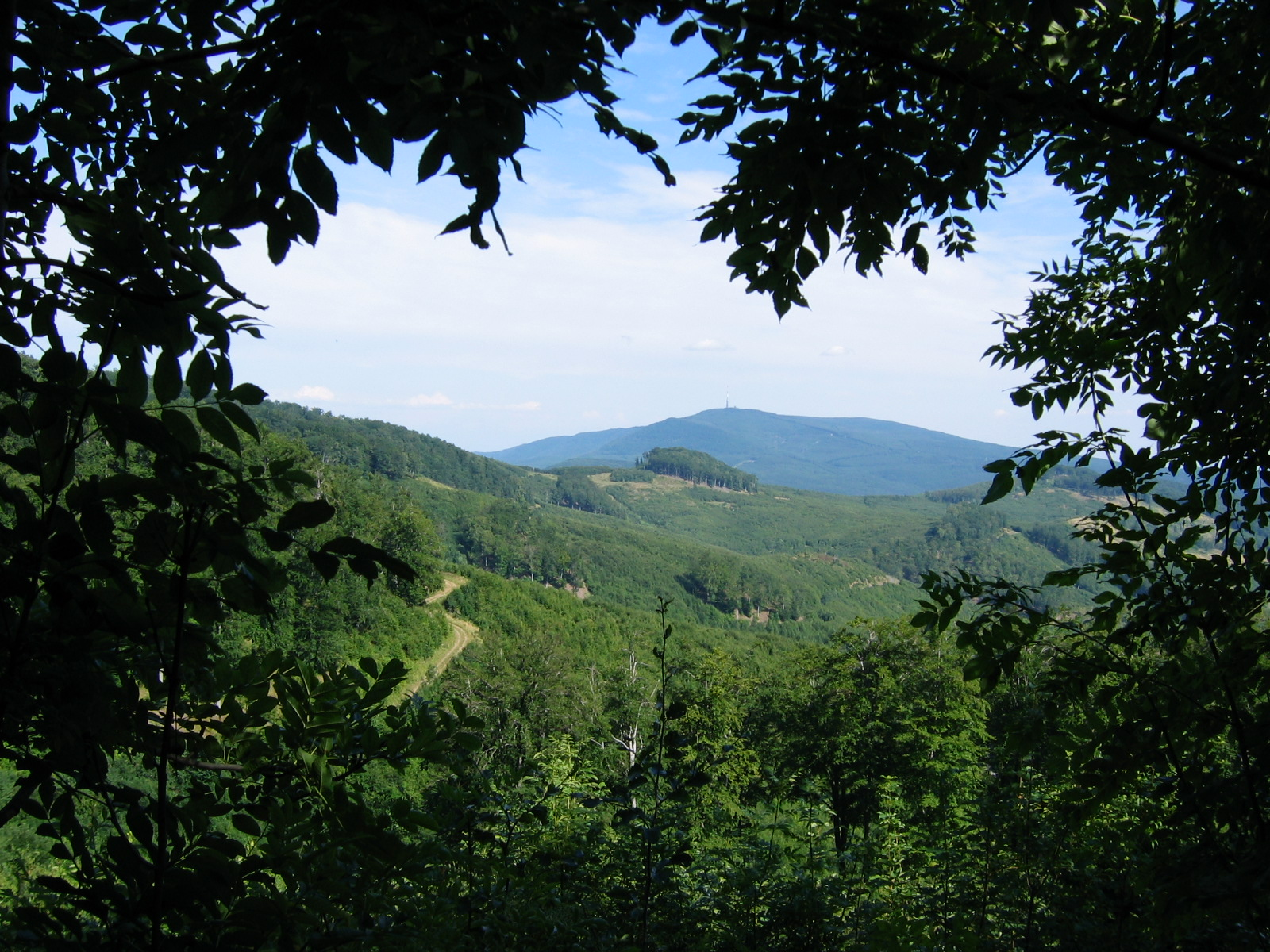
Mont Kékes